# Hermann Gundert
Hermann Gundert (Stuttgart, Reino de Wurtemberg, 4 de febrero de 1814-25 de abril de 1893, Imperio alemán, Calw) fue un misionero, erudito y lingüista alemán, así como el abuelo del novelista alemán y premio Nobel Hermann Hesse. Gundert compiló un libro de gramática malabar, Malayalabhaasha Vyakaranam (1859), en el que desarrolló y restringió la gramática hablada por los keralitas en la actualidad; un diccionario de malabar-inglés (1872), y contribuyó a trabajar en las traducciones de la Biblia al malabar. Trabajó principalmente en Thalassery, en la costa de Malabar, en Kerala (India). Gundert también contribuyó a los campos de la historia, la geografía y la astronomía.

## Biografía

### Primeros años
A la edad de cinco años ingresó en la escuela de latín de Stuttgart,  se unió al "Seminario inferior" en Maulbronn en 1827 y entró al "Seminario superior" - el Stift protestante - en la Universidad de Tubinga. En 1835 obtuvo un doctorado en filología por la Universidad de Tubinga y completó con éxito sus estudios teológicos. En el curso de su formación, llegó a dominar el hebreo, el latín, el inglés y el francés desde una edad temprana. 

### Viaje a la India y matrimonio

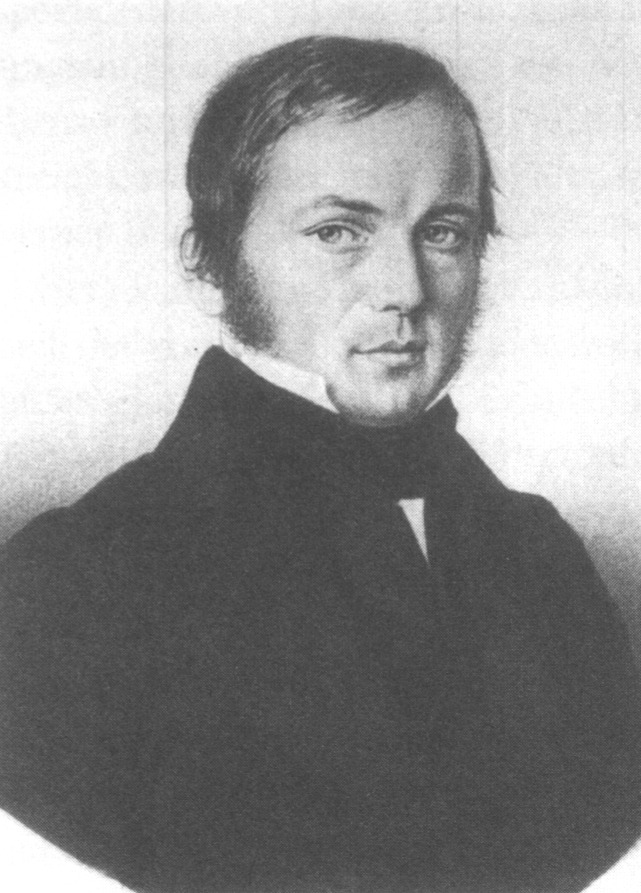
Hermann Gundert en 1832.

Habiendo sido contratado como tutor privado en Calcuta, India, se preparó para este trabajo en Inglaterra. En abril de 1836 partió de Bristol con su empleador. Mientras viajaba en el barco, se concentró en aprender bengalí, hindustani y telugu y enseñó estos idiomas a sus compañeros de viaje. En lugar de Calcuta, el grupo llegó a Madrás (Chennai) en julio de 1836 y se estableció allí. Gundert inmediatamente comenzó a aprender tamil. Pronto estuvo trabajando en Tirunelveli, y después de un tiempo en Chittoor (en la actualidad, Andhra Pradesh). Allí, en julio de 1838, se casó con Julie Dubois, que era originaria de la Suiza francófona y había llegado a la India en la misma partida. Después del matrimonio, los dos se fueron a Tirunelveli, y en el camino fueron invitados a unirse a la Misión de Basilea en Mangalore. Aceptaron y, en el camino, Gundert dejó planos en tamil con un impresor en Nagercoil. En Trivandrum (Thiruvananthapuram), Hermann Gundert tuvo una audiencia con Su Alteza el Maharajá Sree Swathi Thirunal, que era el gobernante de Travancore. Lo más probable es que fuese aquí donde escuchó hablar malabar por primera vez.

### Estancia en Kerala
En noviembre de 1838, Gundert y su esposa llegaron a Mangalore. Desde allí visitó Cannanore (Kannur), Tellicherry (Thalassery) y la plantación de canela cerca de Anjarakandy. Después de que se le ofreciera un bungaló en Illikkunnu, cerca de Thalassery, a la Misión de Basilea, con la condición de establecer una misión allí, los Gunderts se mudaron allí y se pusieron a trabajar en abril de 1839. En agosto de 1839 Gundert declaró que había estudiado malabar intensivamente y que había establecido la primera escuela de malabar en la terraza del bungaló en mayo. Al mismo tiempo, su esposa abrió el primer instituto de niñas con internado. En los meses siguientes, Gundert abrió escuelas de malabar en Kadirur, Thalassery Fort, Mahe y Dharmadam. Visitaba con regularidad todas estas escuelas e invitaba a los maestros a Illikkunnu para continuar su educación. A veces, Gundert tenía cinco pandits en su casa, discutiendo sobre historia, filosofía y religión de la India antigua y estudiando la literatura india clásica. En sus numerosas visitas a los pueblos alrededor de Thalassery, Gundert se puso en contacto cercano con la gente, recopiló tantas palabras, frases y proverbios como fue posible y difundió el Evangelio. Durante este período publicó alrededor de trece libros en malayalam. Muchos de los materiales (antiguos documentos y escrituras en malayalam de Thalassery y otros lugares de Malabar) que Gundert había recopilado los entregó posteriormente a la Universidad de Tubinga. 
A principios de 1857, el gobierno nombró a Gundert primer inspector de escuelas de Malabar y Canara, desde Kozhikode en el sur hasta Hubli en el norte, desde Thalassery hasta Manantavadi. Nombró maestros, escribió libros de texto para las escuelas, los colegios y la recién fundada Universidad de Madrás y también compiló exámenes. En Kerala, Gundert es venerado por su profundo interés por la cultura local, así como por el desarrollo del idioma malabar, por recopilar libros de gramática para principiantes, escolares y universitarios. Estas gramáticas destacan por su enfoque, pues no se basan en el sánscrito, sino en la gramática india real. Gundert es muy apreciado hasta el día de hoy entre los expertos lingüísticos de Kerala, por la alta aptitud escolástica demostrada en su trabajo. 

### Trabajo escolar

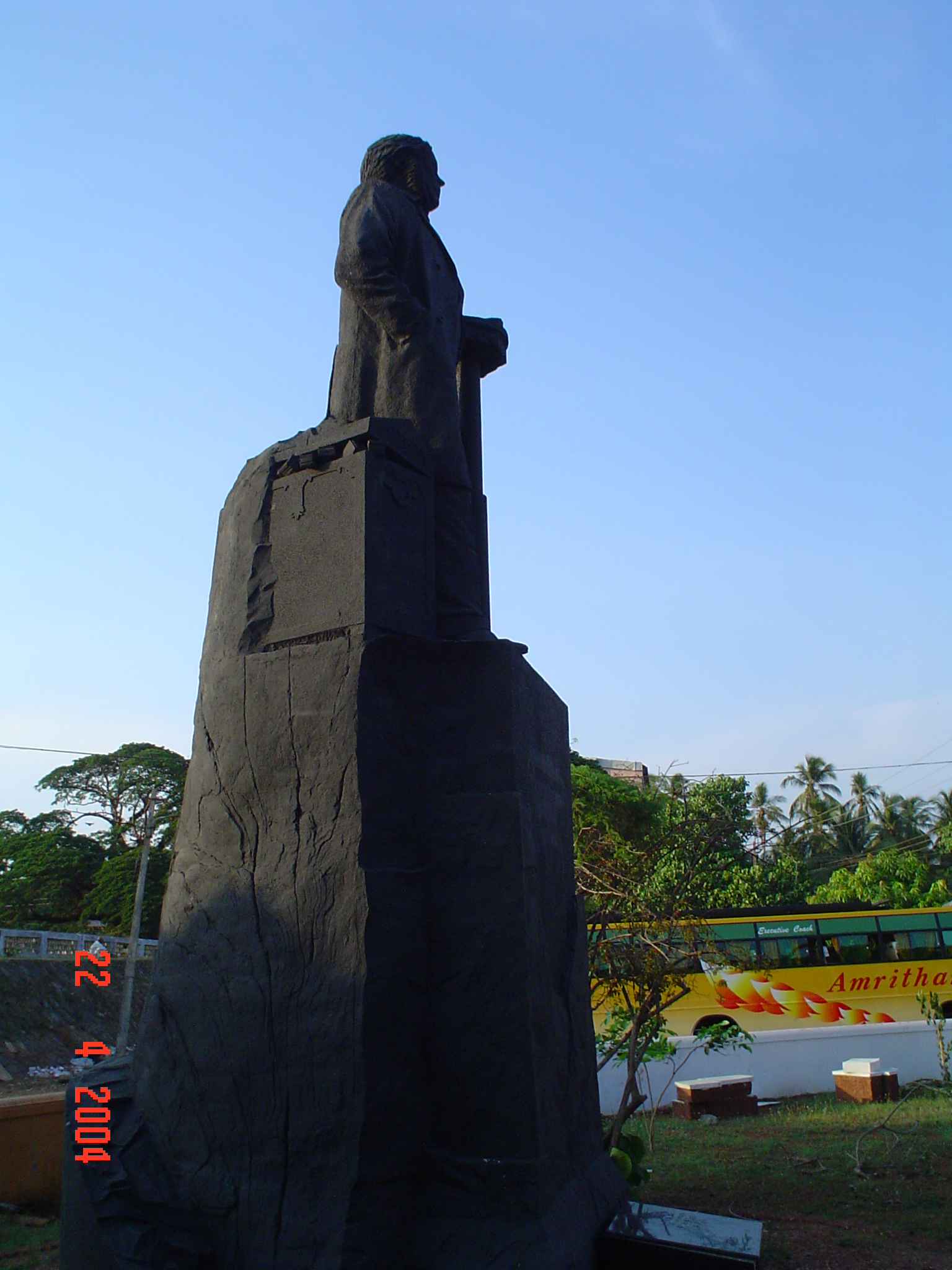
Estatua de Gundert cerca del Estadio de Thalassery.

Durante su estancia en Illikunnu, cerca de Thalassery, publicó alrededor de trece libros en malabar, entre los cuales hay una traducción de la Biblia: el Antiguo Testamento, a partir del hebreo, y el Nuevo Testamento, desde el griego. Los archivos de información que recopiló en Tellicherry se custodian en la Universidad de Tubinga y fueron recopilados por el erudito Dr. Scaria Zacharia bajo el título Thalassery Rekhakal.
En Kerala, se interesó profundamente por la cultura local y por el idioma malabar, intentando escribir una gramática sistemática del idioma. Como ya se ha dicho, resultó muy original, pues no partía del sánscrito, sino de la lengua en sí que se hablaba en ese momento. Gundert consideraba que el malabar se había separado del Proto-Tamil-Malabar, o Proto-dravidiano. Además de las primeras inscripciones encontradas en cobre y piedra, Gundert hizo remontar el origen malabar hasta el Rāma Charitam, un poema anterior al alfabeto sánscrito.
Gundert es muy apreciado entre los expertos en lingüística y su diccionario ha sido descrito como "monumental" en una revisión del trabajo sobre las Lenguas drávidas.

## Publicaciones
| Año de publicación | Título                               | Descripción                                                                |
| ------------------ | ------------------------------------ | -------------------------------------------------------------------------- |
| 1843               | Keralolpathi                         | Origen de Kerala, traducción del malayalam Keralolpathi.                   |
| 1845               | Pazhancholmala                       | Antología de proverbios de malayalam para modismos teológicos cristianos.  |
| 1851               | Malayala Bhasha Viyakaranam          | Gramática malayalam                                                        |
| 1860               | Paathamala                           | Primer libro de texto en malayalam                                         |
| 1868               | Kerala pazhama                       | 33 años de historia de Keralite, desde la llegada de Vasco da Gama en 1498 |
| 1871               | Diccionario malayalam-inglés         |                                                                            |
| 1879               | Malayalarajyam                       | Geografía de Kerala                                                        |
| junio de 1847      | Rajyasamacharam (Noticias del Reino) | Periódico                                                                  |
| octubre de 1847    | Paschimodayam                        | "Rise of the West" o "Dawn of the West", una revista                       |

### Otras contribuciones
1. Él fue quien introdujo los signos de puntuación - el punto, la coma, el punto y coma, los dos puntos y el signo de interrogación - en el idioma malabar.
2. Diccionario malabar-inglés. Regresó a Alemania en 1859 y allí tardó diez años más en completar el diccionario. (1872)[2] Algunas palabras en este diccionario no se emplean actualmente. Pero éste es un tesoro de valor incalculable para quienes estudian la evolución del malabar.

## Años en Alemania

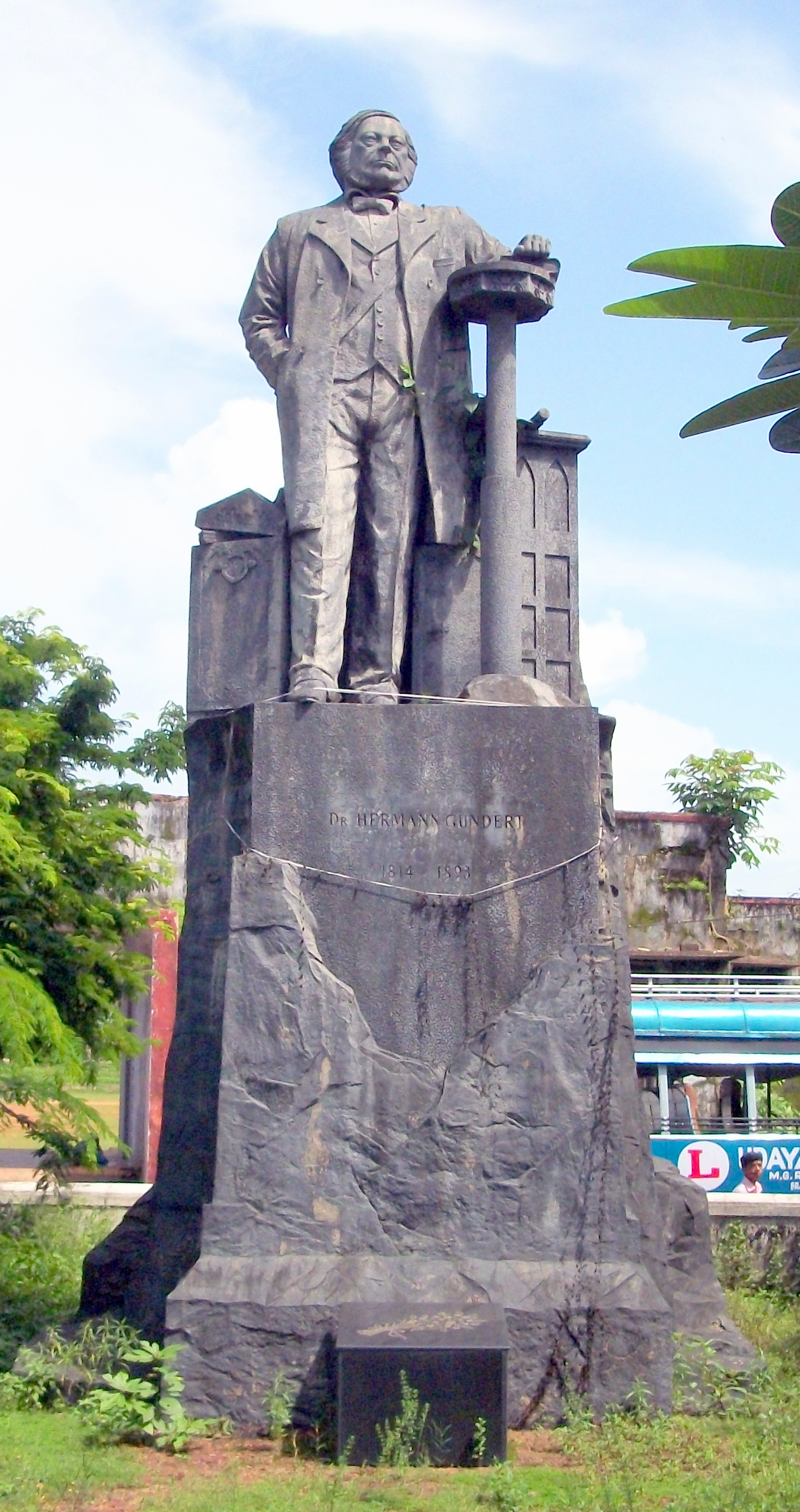
Estatua de Gundert cerca del Estadio Thalassery.

Debido a su mala salud, Gundert tuvo que abandonar la India en 1859. En Calw, en la Selva Negra, se unió a la Editorial Calw Editorial, de la que se convirtió en su director en 1862. Publicó numerosos libros y artículos, así como varias revistas, entre ellas una para niños. Julie Gundert murió en Calw el 18 de septiembre de 1885 y Hermann Gundert, el 25 de abril de 1893. Ambos fueron enterrados en el cementerio de Calw, donde aún existe la tumba familiar. El premio Nobel, Hermann Hesse era su nieto a través de su hija, Marie Gundert (1842-1902). 
Aunque Gundert llegó a Kerala como misionero, hoy es recordado principalmente por sus contribuciones lingüísticas. En la ciudad de Thalassery (Tellicherry), ha sido honrado con una estatua. El bungaló en el que solía vivir es ahora la sede de la Nettur Technical Training Foundation (NTTF).